# Irina Belétskaia
Irina Petrovna Belétskaia (en rus: Ири́на Петро́вна Беле́цкая, Sant Petersburg, 10 de març de 1933) és professora de química a la Universitat Estatal de Moscou. S'especialitza en química organometàl·lica i la seva aplicació a problemes en química orgànica. És millor coneguda pels seus estudis sobre els mecanismes de reacció aromàtics, així com pel seu treball en l'aciditat i reactivitat del carbanió. Va desenvolupar alguns dels primers mètodes per a la formació d'enllaços carboni-carboni utilitzant catalitzadors de pal·ladi o níquel, i va estendre aquestes reaccions perquè funcionin en medis aquosos. També va ajudar a obrir la química dels organolanthanides.

## Carrera acadèmica
Belétskaia va néixer a Leningrad (Sant Petersburg, Rússia) el 1933. Es va graduar al Departament de Química de la Universitat Estatal de Moscou Lomonóssov el 1955. Va obtenir el títol de Candidata a la Química el 1958. Al 1963 va rebre el seu doctorat de la mateixa institució. L'any 1970 es va convertir en professora titular de química a la Universitat Estatal de Moscou, a on actualment ocupa el càrrec de cap del Laboratori de Química Organoelement. Belétskaia va ser escollida membre corresponent de l' de Ciències de l'URSS el 1974. Al 1992 es va convertir en membre de ple dret de l'Acadèmia Russa de les Ciències. Entre 1991-93 es va estar com a presidenta de la Divisió de Química Orgànica de la IUPAC. Fins a 2001, va formar part del Comitè de Tecnologia de Destrucció d'Armes Químiques de la IUPAC (CWDT). És editora en cap del Russian Journal of Organic Chemistry. Belétskaia va investigar inicialment sobre els mecanismes de reacció.Al costat del professor O. Reutov va treballar en reaccions electrofíliques en carboni saturat. També va investigar els mecanismes de reacció dels composts organometàl·lics. A la vegada va estudiar la reactivitat del carbanió, amb èmfasi en la reactivitat i l'estructura dels parells d'ions.

## Honors i premis
Selecció de premis:
- Premi Lomonóssov, 1974.
- Premi Mendeleev, 1979.
- Premi Nesmeyanov, 1991.
- Premi Demidov, 2003.
- Premi de l'Estat, 2004.
- IUPAC 2013 Distinguished Women in Chemistry or Chemical Engineering Award, 2013.
- Doctora Honoris Causa per la Universitat d'Alacant. 2015.[8]